# Who Wants to Be a Millionaire?

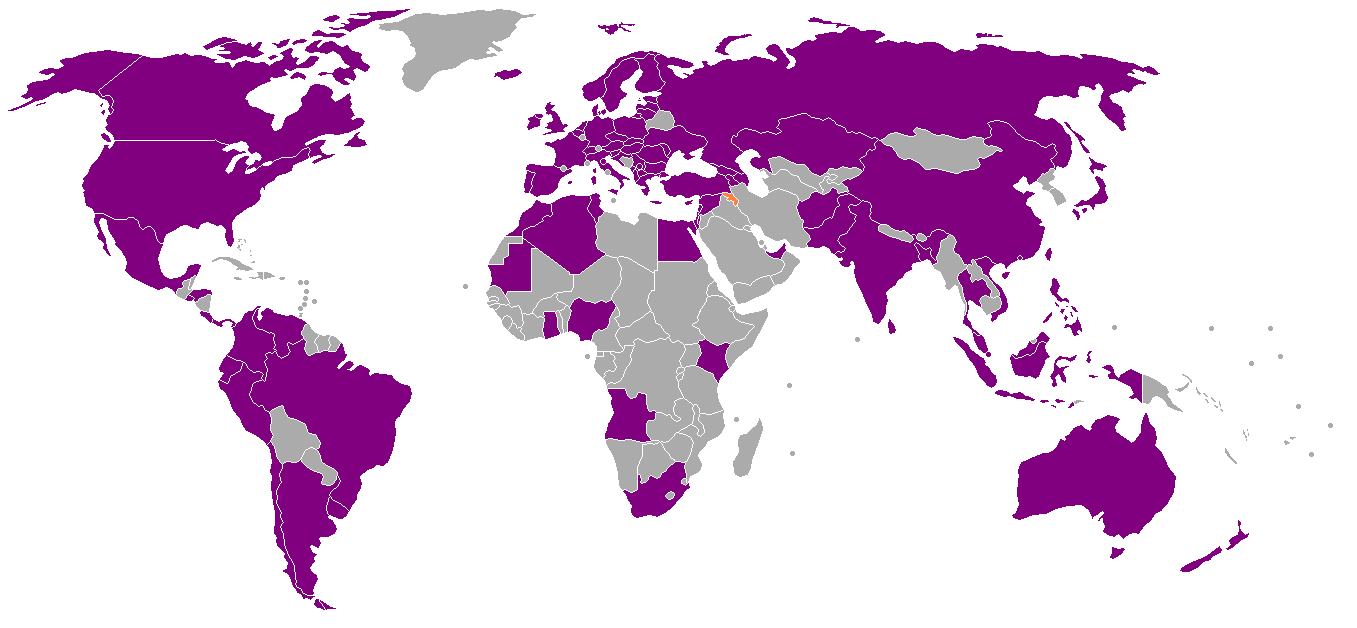
Kartan visar länder som har eller har eller har haft en lokal variant av programmet.

Who Wants to Be a Millionaire? är ett brittiskt TV-frågesportsprogram. Det skapades av David Briggs, Steven Knight och Mike Whitehill för ITV. Programformatet går ut på att medverkande svarar på flervalsfrågor baserade på allmänkunskap, de vinner ett kontantpris för varje fråga de svarar rätt på. Beloppet som erbjuds ökar ju svårare frågor de svarar på. Om ett felaktigt svar ges får deltagaren det kontantpris som garanteras av det senaste skyddsnätet de har passerat, såvida de inte väljer att gå därifrån innan de svarar på nästa fråga med de pengar de lyckats få. För att underlätta får deltagarna ett antal "livlinor" som hjälper dem att besvara frågorna. Den högsta vinstsumman är 1 miljon pund.
Programmet sändes ursprungligen från 4 september 1998 till 11 februari 2014 och presenterades av Chris Tarrant, med totalt 592 avsnitt fördelade på 30 säsonger. Det ursprungliga formatet justerades under senare år, vilket inkluderade att ändra antalet frågor som ställdes, ändra utbetalningsstrukturen, införliva en tidsgräns och lägga till en ny livlina. Efter att den ursprungliga serien avslutades beslutade ITV att fira programmets 20-årsjubileum med en specialserie 2018, producerad av Stellify Media och ledd av Jeremy Clarkson. Detta blev en succé hos tittarna och ledde till en återupplivning av programmet, med nya säsonger som beställdes av programföretaget.
2025 hade sex personer dittills vunnit den högsta vinstsumman på 1 miljon pund.
Lokala varianter av programmet har visats i omkring 160 länder, däribland i Sverige på TV4 med Vem vill bli miljonär? och senare Postkodmiljonären.

### Fotnoter
1. ↑  Pelley, Rich; Pelley, Interviews by Rich (23 juni 2025). ”‘We had therapists on standby’: Chris Tarrant on making Who Wants to Be a Millionaire?” (på brittisk engelska). The Guardian. ISSN 0261-3077. https://www.theguardian.com/culture/2025/jun/23/therapists-chris-tarrant-on-making-who-wants-to-be-a-millionnaire. Läst 19 augusti 2025.
2. ↑  ”Who Wants To Be A Millionaire?” (på brittisk engelska). ITV. Arkiverad från originalet den 28 augusti 2024. https://web.archive.org/web/20240828212845/https://www.itv.com/beontv/articles/whowantstobeamillionaire. Läst 19 augusti 2025.
3. ↑  Rob Leigh (22 oktober 2013). ”Who Wants To Be A Millionaire axed as host Chris Tarrant decides 'it is time to take a break'” (på engelska). Daily Mirror. http://www.mirror.co.uk/tv/tv-news/who-wants-millionaire-axed-chris-2479545. Läst 19 augusti 2025.
4. ↑  ”Who Wants to Be a Millionaire? Chris's Final Answer - TV review:” (på engelska). The Independent. 12 februari 2014. https://www.the-independent.com/arts-entertainment/tv/reviews/who-wants-to-be-a-millionaire-chris-s-final-answer-tv-review-tarrant-isn-t-quite-on-the-money-with-this-look-back-at-a-quiz-show-phenomenon-9122226.html. Läst 19 augusti 2025.
5. ↑  ”Jeremy Clarkson replaces Chris Tarrant on Who Wants To Be A Millionaire?” (på brittisk engelska). BBC News. 9 mars 2018. https://www.bbc.com/news/entertainment-arts-43342726. Läst 19 augusti 2025.
6. ↑  Rory O'Connor (7 maj 2018). ”Jeremy Clarkson and Chris Tarrant Who Wants To Be A Millionaire rating” (på engelska). Express.co.uk. https://www.express.co.uk/showbiz/tv-radio/956427/Who-Wants-To-Be-A-Millionaire-Jeremy-Clarkson-Chris-Tarrant-Ratings-Viewers-Comparison-ITV. Läst 19 augusti 2025.
7. ↑  James Rodger (18 augusti 2023). ”ITV pulls Who Wants to be a Millionaire from air for months” (på engelska). Birmingham Live. https://www.birminghammail.co.uk/news/showbiz-tv/itv-pulls-who-wants-millionaire-27550418. Läst 19 augusti 2025.
8. ↑  ”Who Wants To Be A Millionaire: Teacher beats brother to win jackpot” (på brittisk engelska). BBC News. 11 september 2020. https://www.bbc.com/news/entertainment-arts-54126588. Läst 19 augusti 2025.
9. ↑  ”TV4 riks 2003-06-13 | Svensk mediedatabas (SMDB)”. smdb.kb.se. Arkiverad från originalet den 6 december 2024. http://web.archive.org/web/20241206052444/https://smdb.kb.se/catalog/id/002963839. Läst 19 augusti 2025.
10. ↑  ”500:e programmet av PostkodMiljonären sänds”. News Powered by Cision. Arkiverad från originalet den 29 december 2018. https://web.archive.org/web/20181229075854/http://news.cision.com/se/svenska-postkodlotteriet/r/500-e-programmet-av-postkodmiljonaren-sands,c9161985. Läst 19 augusti 2025.